# Stary Ramuk
Stary Ramuk (niem. Alt Ramuck) - uroczysko - dawna miejscowość, w Polsce położona w województwie warmińsko-mazurskim, w powiecie olsztyńskim, w gminie Stawiguda.
Nazwa oboczna Stara Kaletka.
Osada wzmiankowana w dokumentach już w 1591 r. pod nazwą Ramuck. Jako Stary Ramuck pojawia się w zapisach z 1871 r., na północ od Jeziora Łańskiego.
W XVIII w. w Ramuku mieściła się siedziba nadleśnictwa (obecnie w Nowych Ramukach. Pierwsza wzmianka o Nadleśnictwie Ramuk pochodzi z 3 grudnia 1775 roku i związana jest z edyktem króla Prus, dotyczącym organizacji lasów na terenie Prus Wschodnich i Litwy. Siedziba nadleśnictwa znajdowała się na północno-wschodnim brzegu jeziora Łańskiego w miejscu starej strażnicy leśnej. Okoliczne lasy nazywano Lasami Ramuckimi, nazwa nadal funkcjonuje w PRNG.
Nazwa Ramuki Małe pojawia się w 1879 na półwyspie Lalka także nad Jeziorem Łańskim), na zachód od miejscowości Nowa Kaletka.
W osadzie Stary Ramuk znajduje się były ośrodek wypoczynkowy Urzędu Rady Ministrów o nazwie "CYRANKA", który został sprzedany za 5 mln zł. Posadowienie ośrodka spowodowało niemożliwość przejazdu drogą od strony Łańska na południe przez tę osadę. Nabywczynią została spółka Zespoły Inwestycyjne Projektowo-Wdrożeniowe Sp. z o.o..